# 汪心淵
汪心淵（16世紀—17世紀），字如愚，江西廣信府弋陽縣人，明朝政治人物。

## 生平
汪心淵是萬曆貢生汪體陽之子，萬曆三十一年（1603年）癸卯科江西鄉試舉人，四十七年（1619年）授徐州知州，河道決堤極力捍衛，流寇徐鴻儒南犯，他就到河上拘留船隻，使對方無法返回，天啟七年（1627年）任潁州知州，先撫恤人民後才徵收賦稅，不侵吞羨耗，餘暇時就向諸生講學，陞淮安府知府，調兗州府知府。

## 引用
1. 1 2  康熙《弋陽縣志·卷五·選舉志》：鄉科……明……萬曆……癸卯 汪心淵 初任徐州知州，值蓮妖煽亂，捍城平賊，褒敘有功，陞淮安知府，再補兗州知府，行兗東道事
2. ↑  同治《弋陽縣志·卷八·選舉志》：舉人……明……萬曆三十一年癸卯鄉試 汪心淵 淮安知府，體陽之子
3. ↑  乾隆《潁州府志·卷六·名宦志》：汪心淵，字如愚，弋陽人，天啟七年知潁州，先撫字而後催科，羨耗贖鍰毫無指，暇即進諸生課藝，仕至淮安府。
4. ↑  錢海岳《南明史·卷八十七·列傳第六十三》：時南昌、瑞州、九江、南康、饒州、廣信遺臣：……弋陽則汪心淵，字如愚，萬曆三十一年舉於鄉。授徐州知州，內外河決，極力捍禦，徐民賴之。徐鴻儒南犯，城守，卧起黃樓浹旬，又親至河上拘舟。及寇退，無舟，皆就殲。